# The History Boys (opera teatrale)
The History Boys, a volte tradotto come Gli studenti di storia, è un'opera teatrale del commediografo inglese Alan Bennett debuttata al National Theatre di Londra nel 2004.

## Trama
In un liceo di Sheffield (nel centro dell'Inghilterra tradizionalista degli anni '80) otto studenti particolarmente meritevoli frequentano un corso di preparazione agli esami di accesso alle università di Oxford e Cambridge.
All'istruzione convenzionale del pur eccentrico ed anziano professor Hector, il preside pensa di affiancare la provocatoria e cinica "contro-intuizione" che caratterizza il giovane e brillante professor Irwin.
L'istruzione trascenderà l'aspetto pedagogico e la personalità dei singoli studenti emergerà in un caotico dibattito dove i temi cari a Bennett (omosessualità e rapporto critico con la religiosità) saranno decisivi per lo svolgimento della trama.

## Il debutto
Facevano parte del cast originale: Richard Griffiths (Hector), Stephen Campbell Moore (Irwin), Frances de la Tour (Mrs. Lintott), Dominic Cooper (Dakin), Samuel Barnett (Poster), Jamie Parker (Scripps), Russell Tovey (Rudge), James Corden (Timms), Andrew Knott (Lockwood), Samuel Anderson (Crowther) e Sacha Dhawan (Akthar). La regia era di Nicholas Hytner.

## Adattamenti
Nel 2006 la commedia è stata trasposta nel film The History Boys, con la regia di Nicholas Hytner (2006) piuttosto fedele all'originale tranne la scena conclusiva.

## Premi e riconoscimenti
Il dramma è stato premiato con il "Laurence Olivier Award for Best New Play" e il "Tony Award for Best Play".
L'adattamento italiano diretto da Ferdinando Bruni e Elio De Capitani ha ottenuto il premio Ubu per la stagione 2010-11 per il miglior spettacolo (ex aequo con Dopo la battaglia scritto e diretto da Pippo Delbono).

## Edizioni
- Alan Bennett, Gli studenti di storia, traduzione di Maria Grazia Gini, Adelphi, 2012, ISBN 978-88-459-2659-4.